# Paramyro
Paramyro là một chi nhện trong họ Agelenidae.